# 北投行天宮

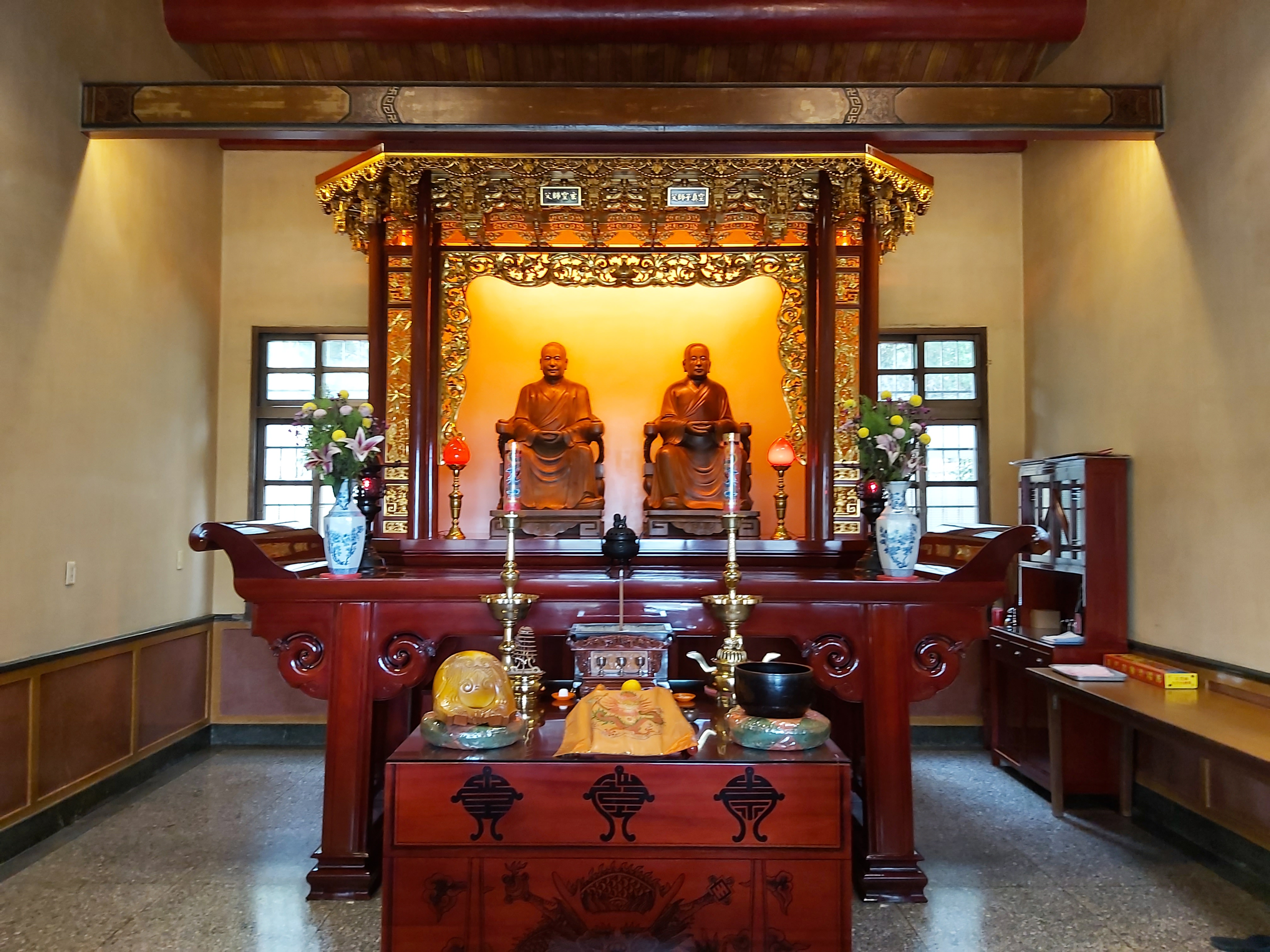
行天宮北投分宮崇德堂郭空真（右）與黃玄空（左）坐像

北投行天宮，又稱行天宮北投分宮，俗稱北投忠義宮、北投忠義廟，1965年完工。即臺北行天宮的分廟。位在臺北市北投區中央北路4段18巷50號的關帝廟，主奉關聖帝君（又稱山西夫子）、從神關平太子、周倉將軍。
風景優美，遠看可看到新光三越與臺北101大樓，主要神祇除了恩主公外還有玉皇上帝、三官大帝、福德正神、山神以及行天宮第一代住持郭空真道長與第二代三宮建設人黃玄空道長，是三宮之中神祇最多，在建築上是三殿形式，並設有鼓樓、鐘樓，仿造古代廟宇建築特色，此廟埕有設置停車場，方便香客來此祭拜。本廟建築形式與臺北孔廟相似。
本廟原稱北投行忠宮，故當地民眾稱之為忠義宮、忠義廟，捷運忠義站也因而得名。

## 歷史

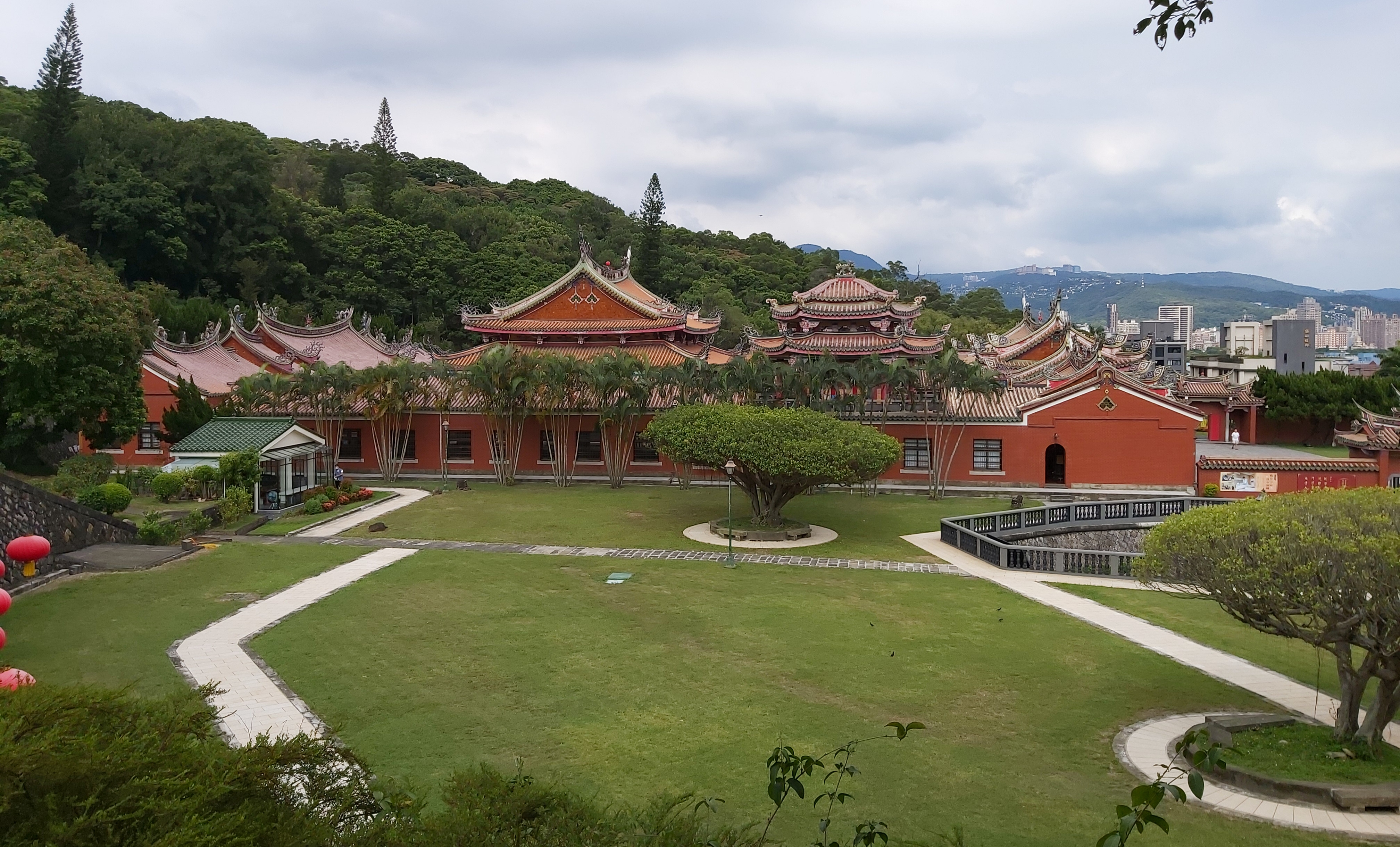
行天宮北投分宮建築群

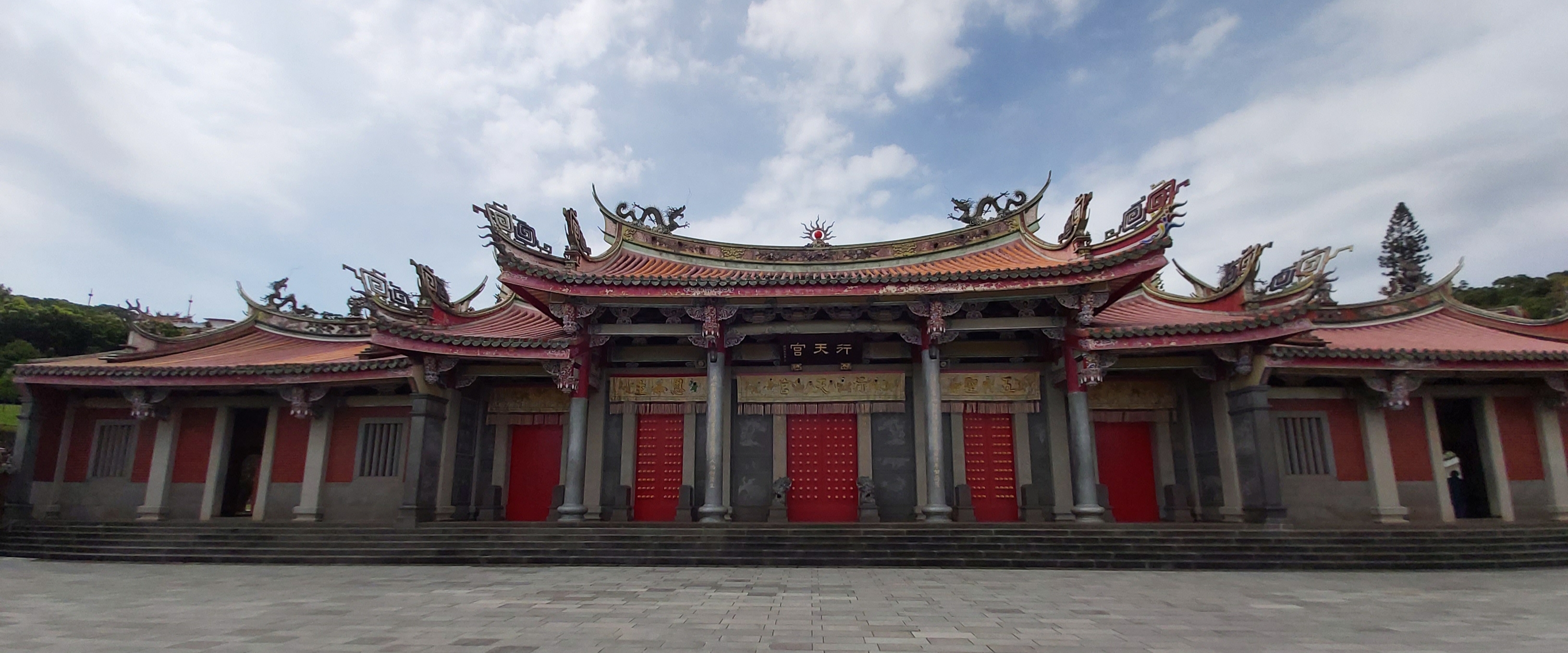
行天宮北投分宮山門

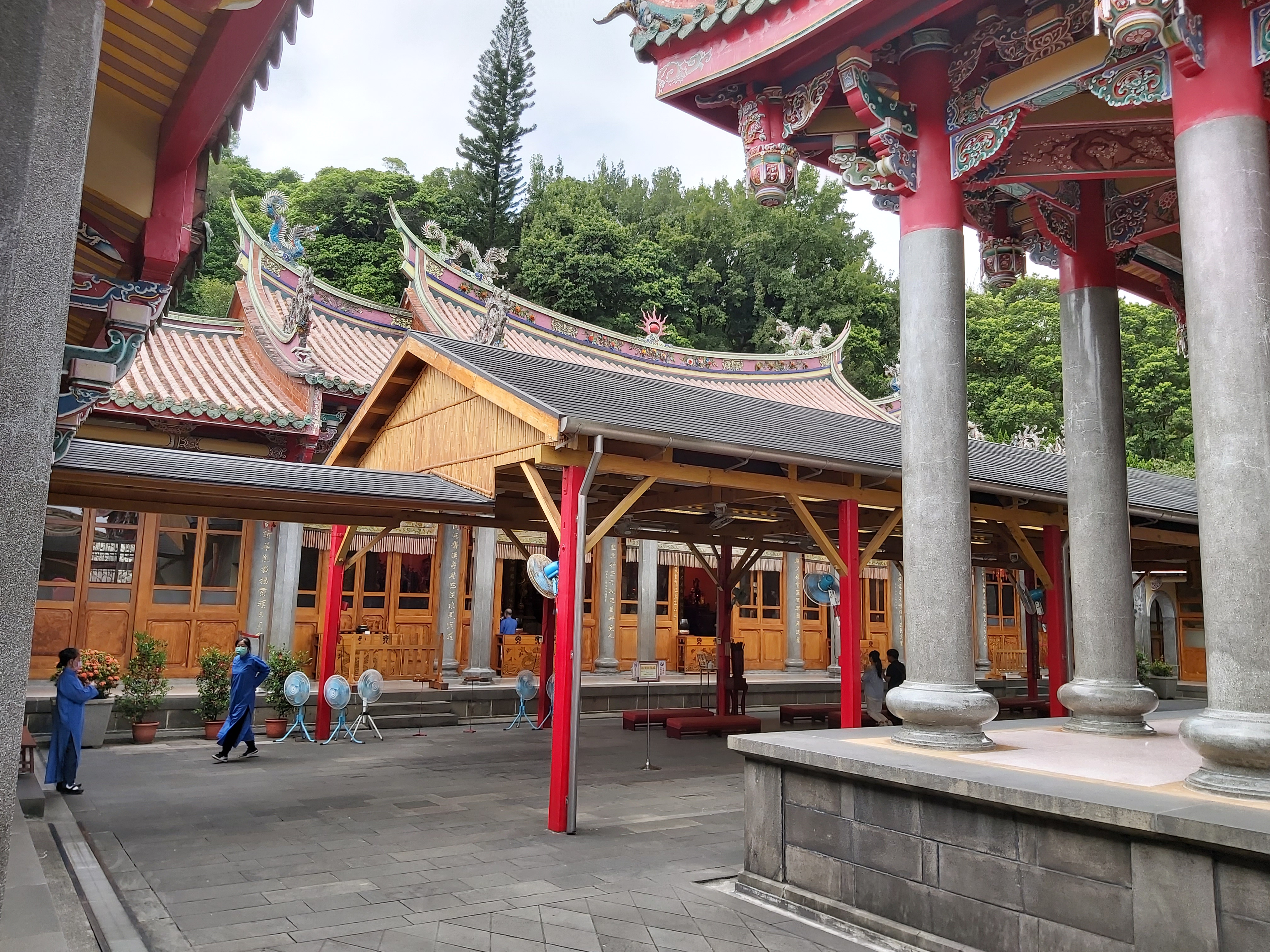
行天宮北投分宮拜亭、後殿

1943年5月，空真子道長（俗名郭得進，法號「空真子」）及師兄弟，敬奉由覺修宮分靈而來的五恩主，於台北市永樂町（今迪化街）一處民宅三樓設立「行天堂」，扶鸞為百姓消災解難，以關聖帝君為首位恩主。
後來居住於臺北縣樹林（今新北市樹林區）的基隆煤礦業主玄空道長（本名黃欉居士，法號「玄空」，1911年－1970年；行天宮方面敬稱其為「玄空師父」），玄空師父得兄長引介，深切領悟《列聖寶經合冊》真諦，並祈求父親病體康復，遂與「行天堂」關聖帝君結緣，成為聖門弟子；獲賜道號「悟道」，後經神示，改為「玄空」。。
1945年，三峽「白雞」與「海山」二坑煤礦附近瘧疾肆虐，玄空師父向其素來敬仰的行天堂壇主郭空真道長請益，郭空真請出了行天堂關帝君像，讓黃迎回膜拜。農曆十月玄空師父於三峽礦場之木造事務所始創「行修堂」，鄉里皆來參拜，竟然瘟疫去除，從此關帝君之名號，威震本地，1949年建行修宮。
1949年農曆八月，由於「行天堂」位於民宅三樓，檀越參拜不便，黃玄空（本名黃欉，法號「玄空」，1911年－1970年；行天宮方面敬稱其為「玄空師父」）得三兄黃新火居士引介，遂與「行天堂」關聖帝君結緣。玄空在臺北市九臺街（今林森北路、民權東路交叉口一帶）購入原為宮前町的小型民間信仰簡易齋教鸞堂及附設土地廟。創建關帝廟行天宮，地址在今臺北市立新興國中。

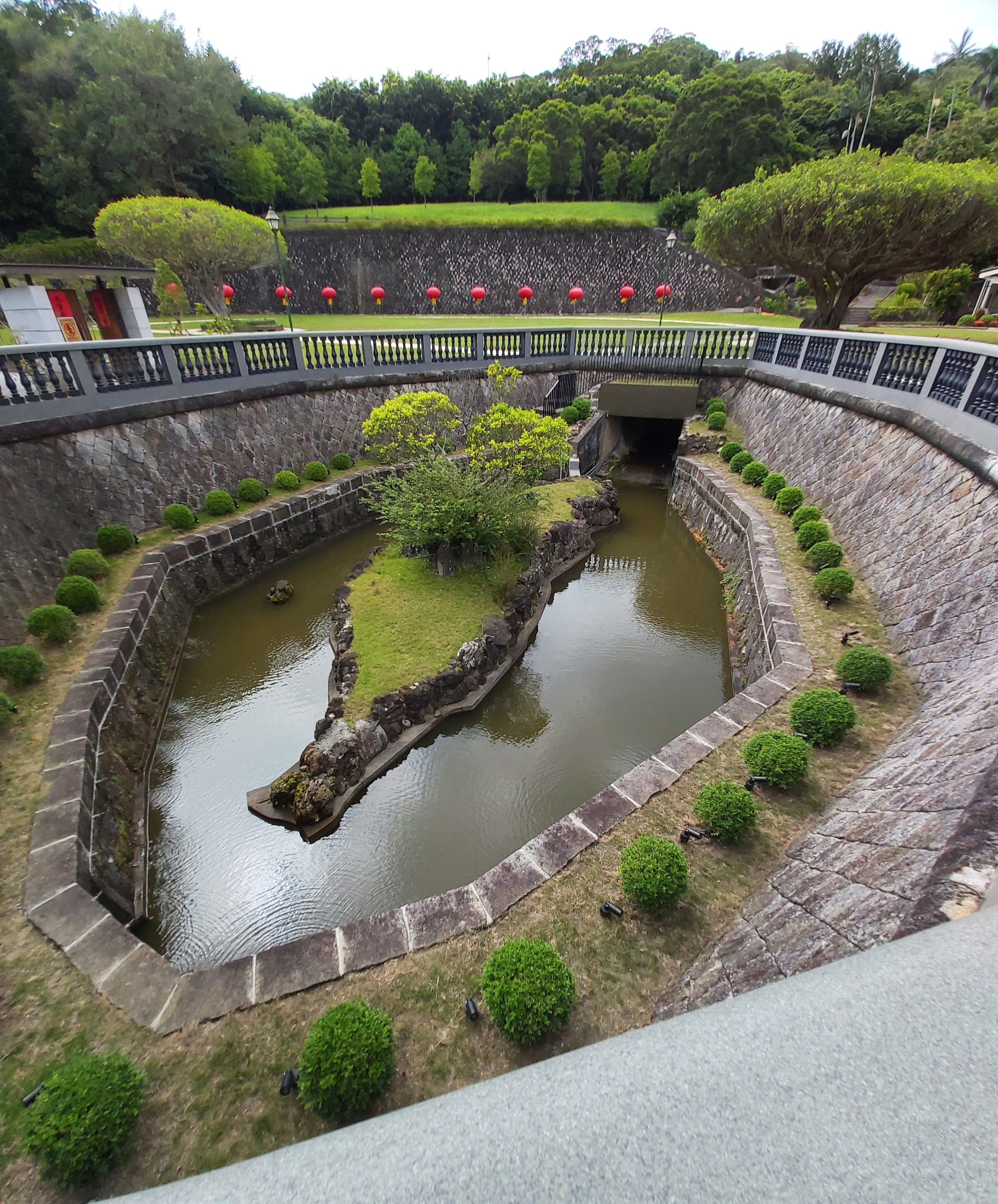
北投行天宮臺灣島造型景觀池

1956年，玄空師父著手於北投（平埔族嗄嘮別社舊址）、三峽兩地整建以祭祀關公為主的民間信仰廟宇。當時玄空師父將本廟取名為「行天宮」。
行天本宮落成後，玄空師父將本廟更名為「北投行忠宮」，作為區分。後因五恩主降乩賜名，改稱「北投行天宮」。
1958年，行天宮開山第一任住持郭空真道長過世，並於北投行天宮旁空地，興建崇德堂以奉祀空真道長，當時北投行天宮後殿基礎工程才剛起步。玄空師父應眾師兄弟推舉，膺任第二任住持，放下礦場事業，全心重新規劃北投行天宮，由原一殿式擴建為三殿式。
1960年代初，玄空師父原本已有將臺北市區廟宇擴建為廟宇的計畫，以延續清代時的臺北府官祀臺北關帝廟。不過，該片佔地2,000坪的私人用地，在教育部開始推動九年國民教育後，被改劃為國民中學預定用地（現為臺北市立新興國民中學）。經交涉後，臺北市政府教育局採取「以地易地」的方式，讓原地主玄空師父以九臺街（今林森北路、民權東路交叉口一帶）的私有地交換當時仍為瑠公圳末梢支流、沼澤的公有地，玄空師父於是用以建廟。另說則是玄空師父獨力購下西新庄子，現今民權東路、松江路口東北角的建廟用地後，玄空商請已有興建多處廟宇經驗的造廟匠師廖石成設計、施工，並於1968年順利完成行天宮臺北本宮。
1960年8月12日北投行天宮之後殿慶成，並舉行安座典禮。
1962年農曆四月三峽行修宮興建及動土整地。
1964年農曆八月北投行天宮之崇德堂完工，奉祀空真道長。
1964年農曆十一月，三峽行修宮舉行「正殿」上樑典禮。十二月，舉行「前殿」上樑典禮。
1964年玄空師父在獨力捐資向財政部國有財產局及數名地主買下民權東路、松江路口之土地上，動土興建行天宫臺北本宫。
1965年5月31日行天宫北投分宮玉皇殿、前殿等所有工程完工，恭奉玄靈高上帝、玄穹高上帝、儒、釋、道三教教主等，並舉行慶成典禮。
1965年12月6日三峽行修宮落成，並舉行慶成典禮。
1956年至1967年的十二年間，玄空師父於先後完成北投分宮、行修宮(三峽分宮)、臺北本宫，出任第一代的三宮總住持。並分別勒石立碑，昭示三宮本屬同源，永遠關聯，不得分離。
1970年玄空師父將全部自建的三峽行修宮捐贈給財團法人臺北行天宮，名為行天宮三峽分宮。
1970年12月18日（農曆11月20日）行天宫三宮建設人暨第一代三宮總住持玄空師父歸真。
1972年農曆十月新建三峽行修宮旁的明德堂及行天宫北投分宮崇德堂以奉祀玄空師父。
2014年8月26日，行天宫秉持並落實玄空師父提倡修德與問心敬神之理念，廟埕不再設置大香爐及供桌，鼓勵信眾雙手合十，以道德心香取代線香，虔誠祝禱就可上達天聽。信眾不須準備供品，只要意誠身敬，問心修德，便能得到神明護佑。

## 祀神

### 玉皇殿
- 玉皇殿供奉的神祇分別為（左至右）：
  - （左側）三教教主：道教太上老君、儒教孔子、佛教釋迦牟尼佛，（下方）九天司命真君張單。
  - （中央）玄靈高上帝 (洞冥寶記相傳十八代玉皇上帝，由關聖帝君領任）、玄穹高上帝、蜀漢昭烈帝劉備，下方為關聖二太子關平、關聖帝君關羽、南天將軍周倉
  - （右側）三教聖賢：孚佑帝君呂洞賓、諸葛武侯孔明、桓侯大帝張飛，下方為先天豁落靈官王善。

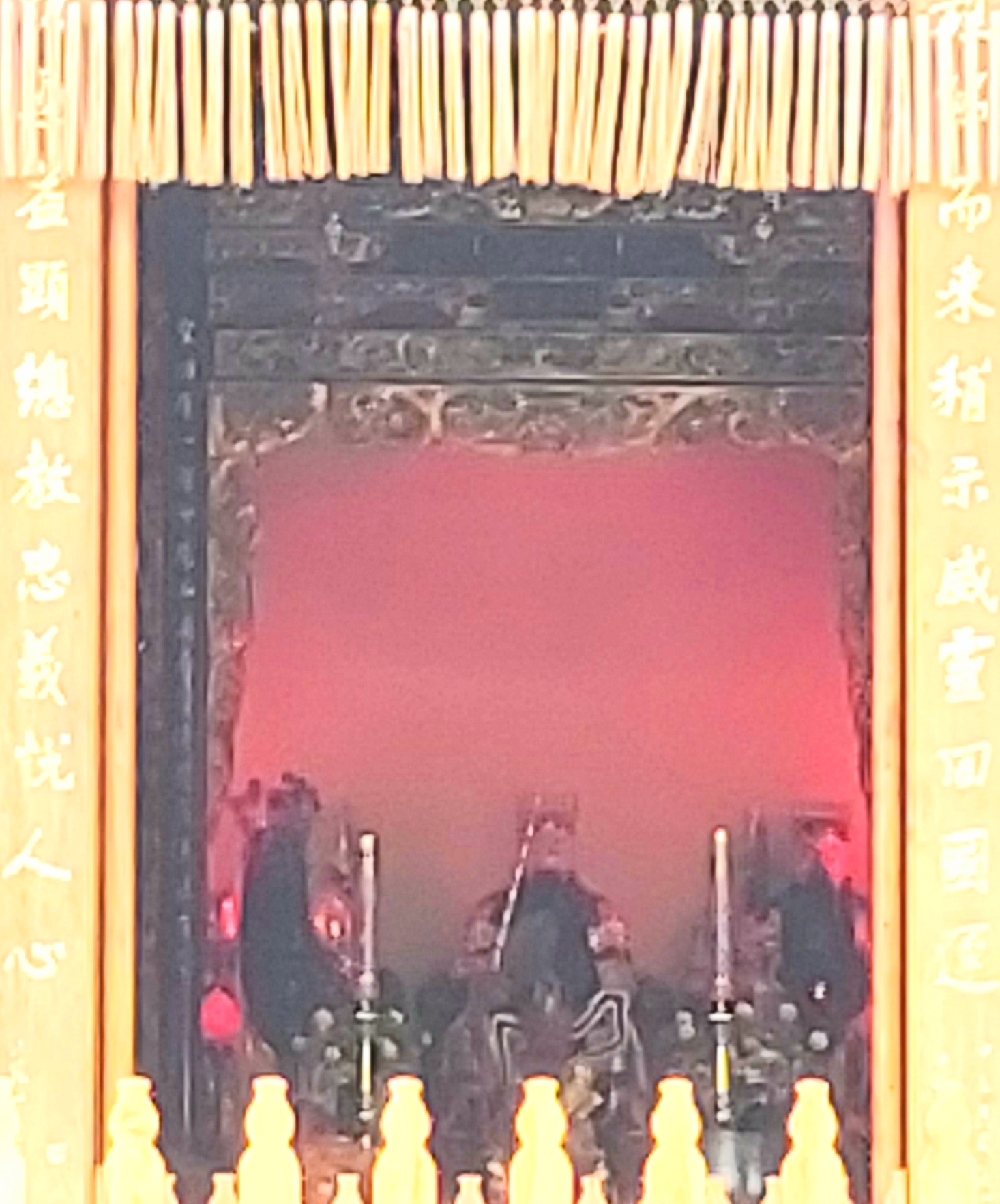
玉皇殿右次間
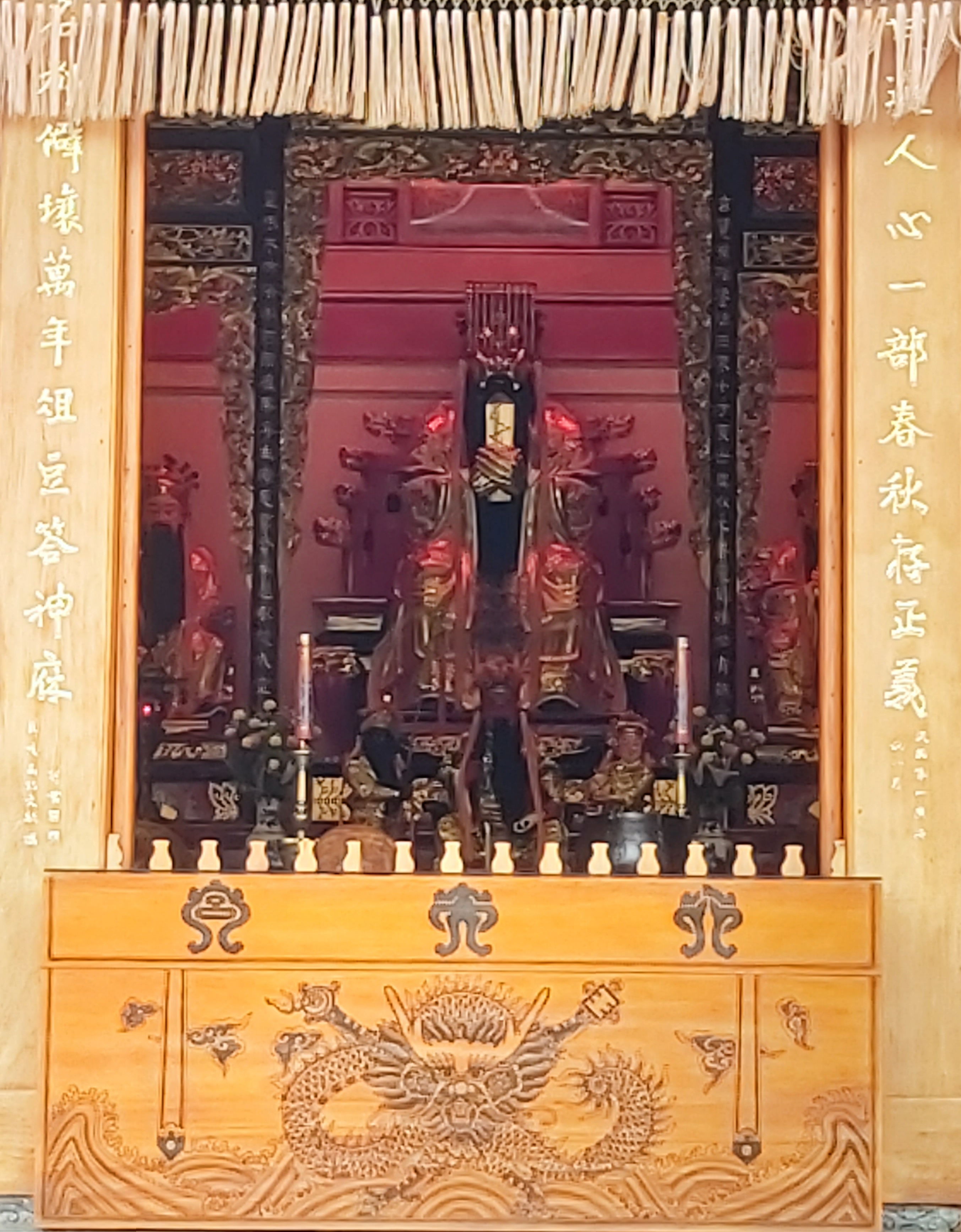
玉皇殿中央龕
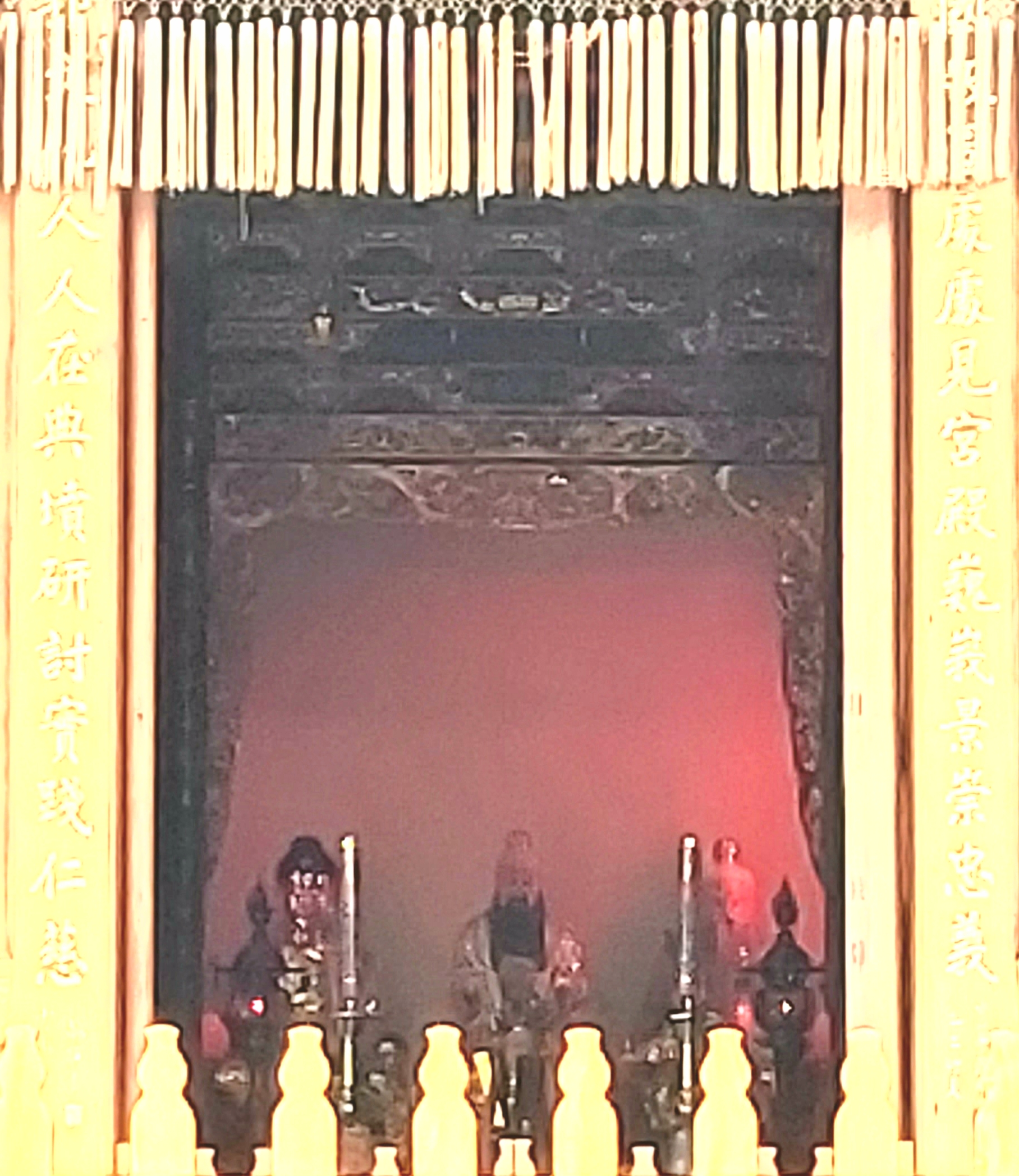
玉皇殿左次間

### 三元殿
- 神祇分別為（左至右）三官大帝：中元地官大帝舜、上元天官大帝堯、下元水官大帝禹

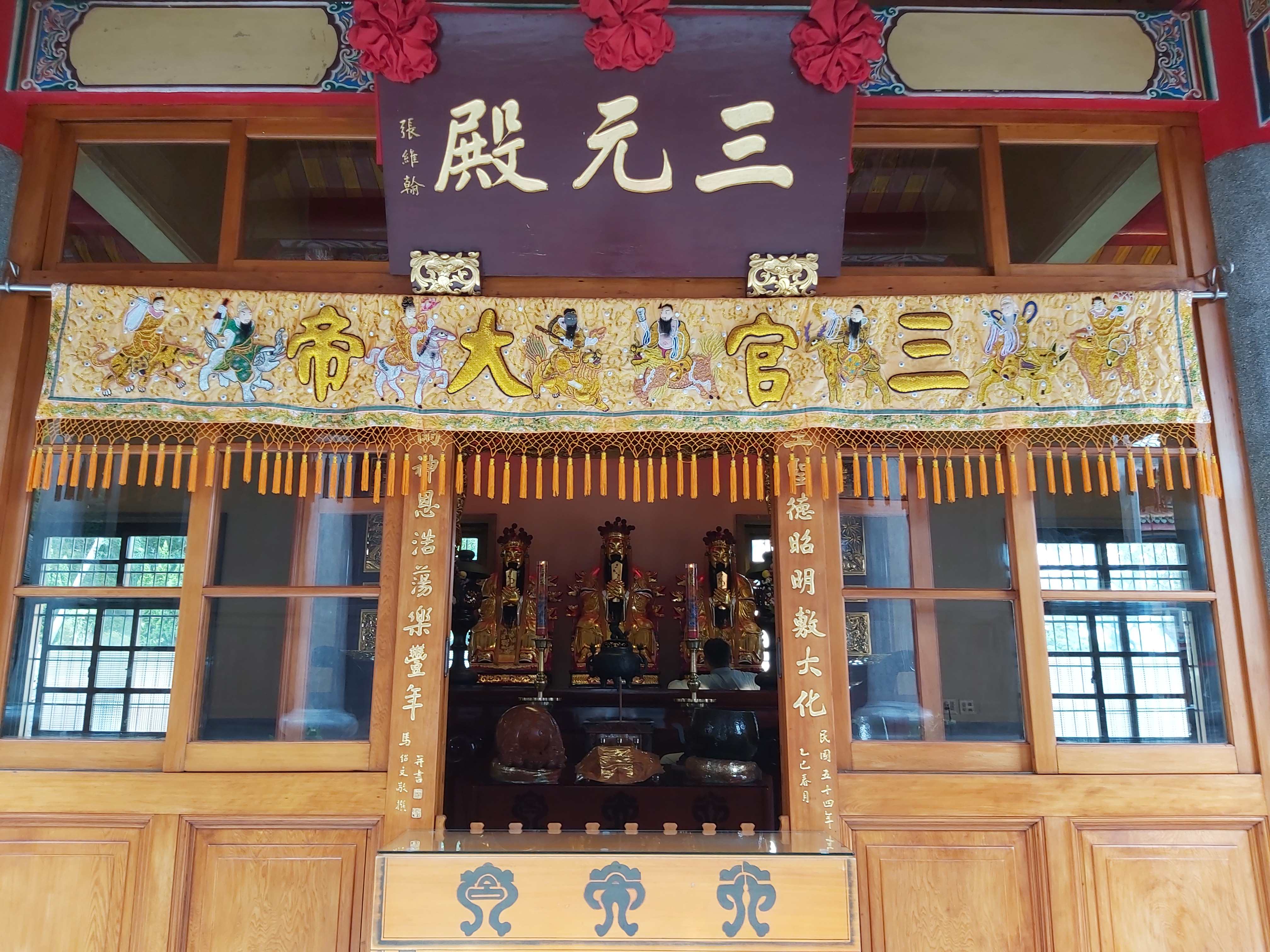
三元殿

### 後殿
- 後殿供奉的神祇分別為（右至左）：
  - （左側）聖父－關毅、聖公－關審、聖媽、聖母
  - （中央）關聖太子關平、關聖帝君關羽、南天將軍周倉
  - （右側）九天司命真君張單、孚佑帝君呂洞賓（下方）精忠武穆王岳飛、先天豁落靈官王善

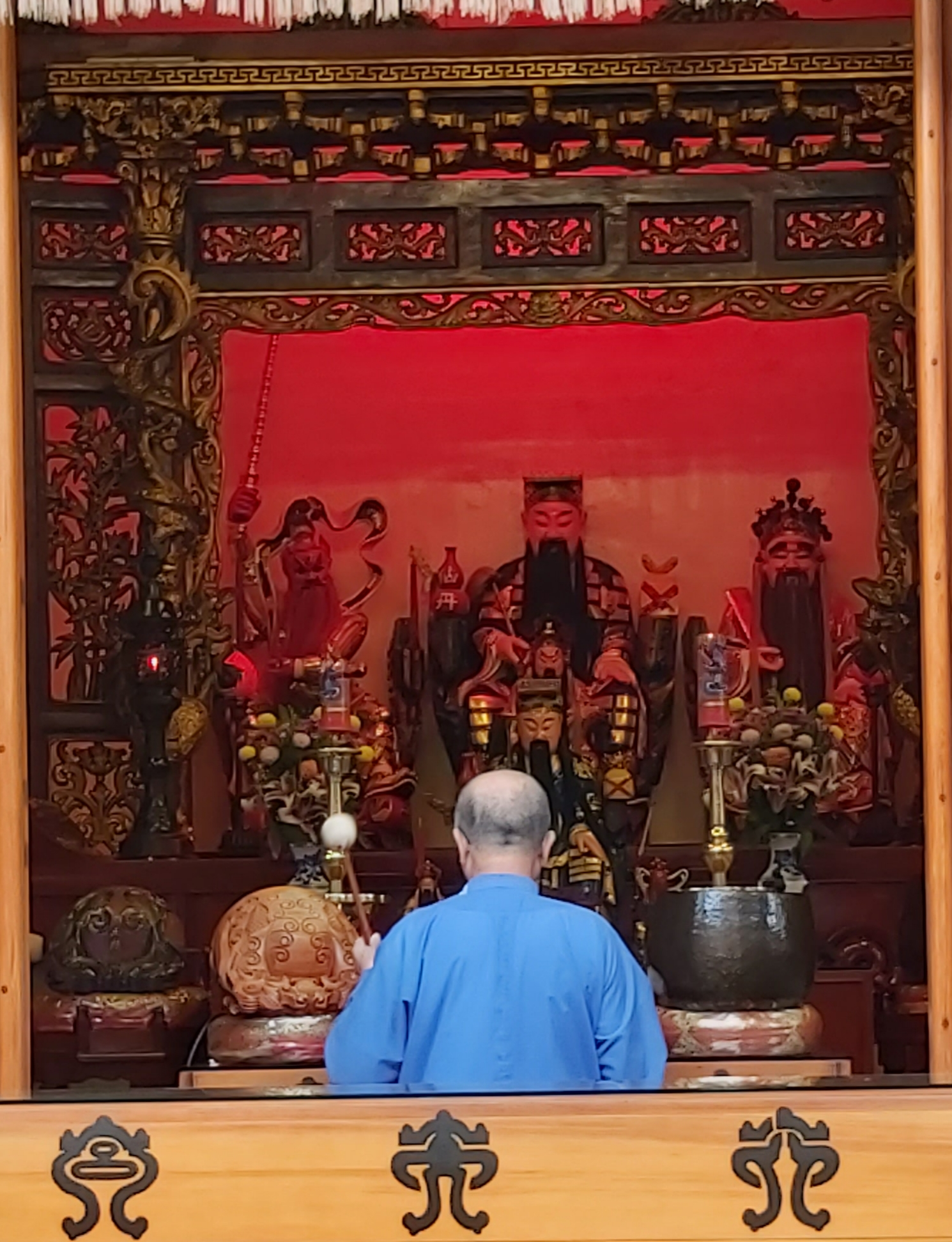
後殿右次間
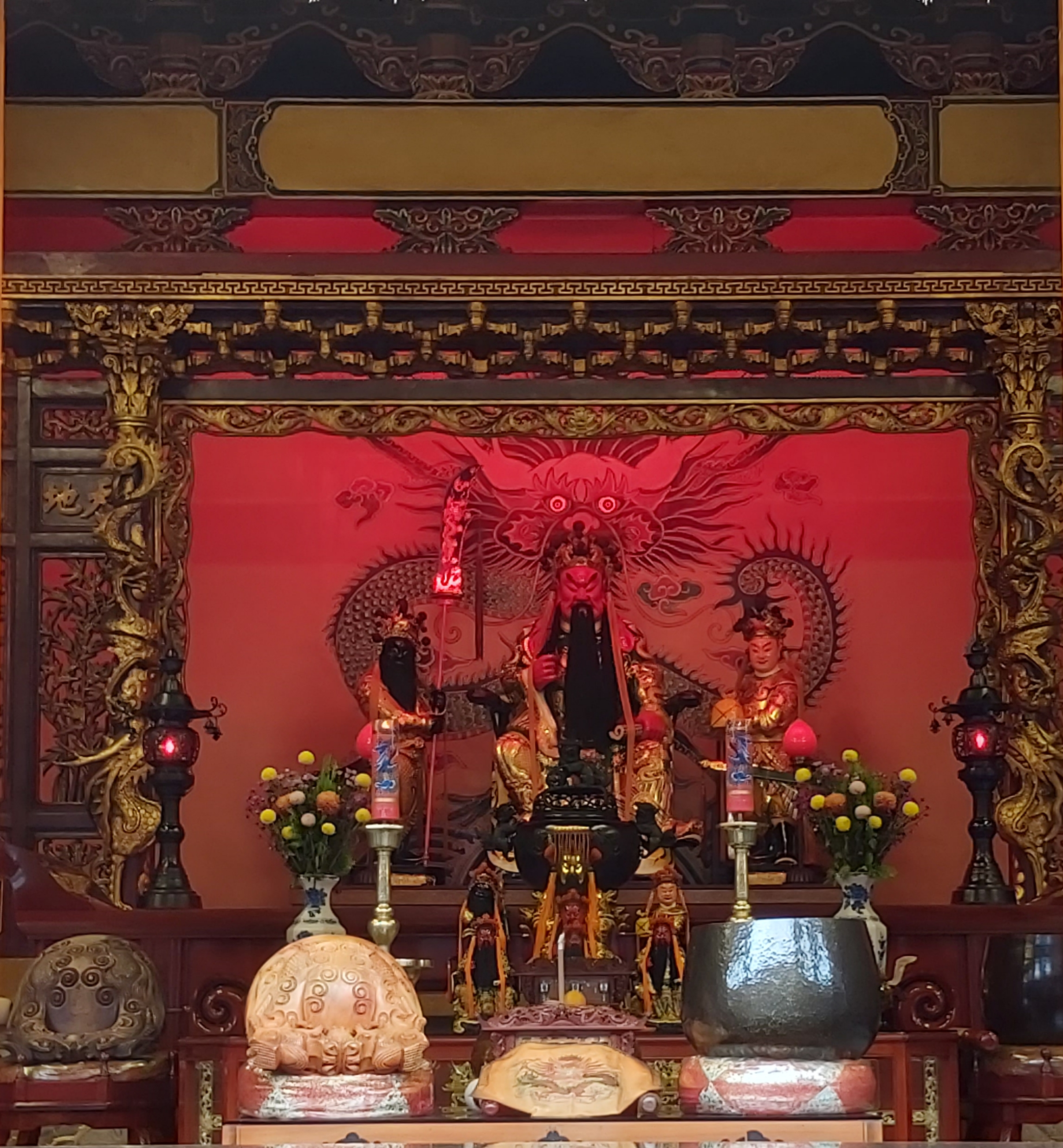
後殿中央龕
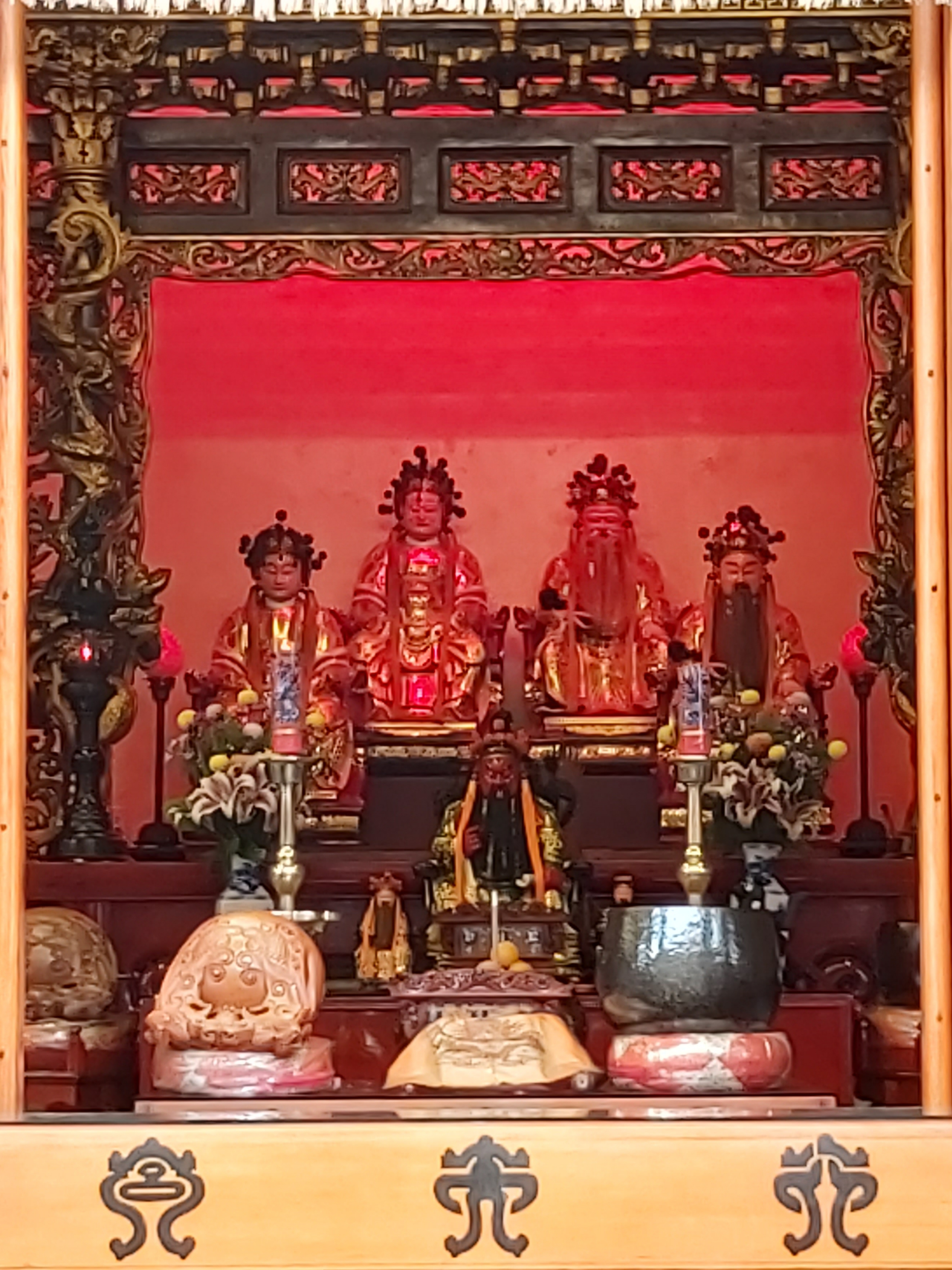
後殿左次間

### 福德宮與崇德堂
- 福德宮供奉的神祇分別為：山神、福德正神（下方）山神、福德正神
- 崇德堂供奉：空真子師父－郭得進居士、玄空師父－黃欉居士

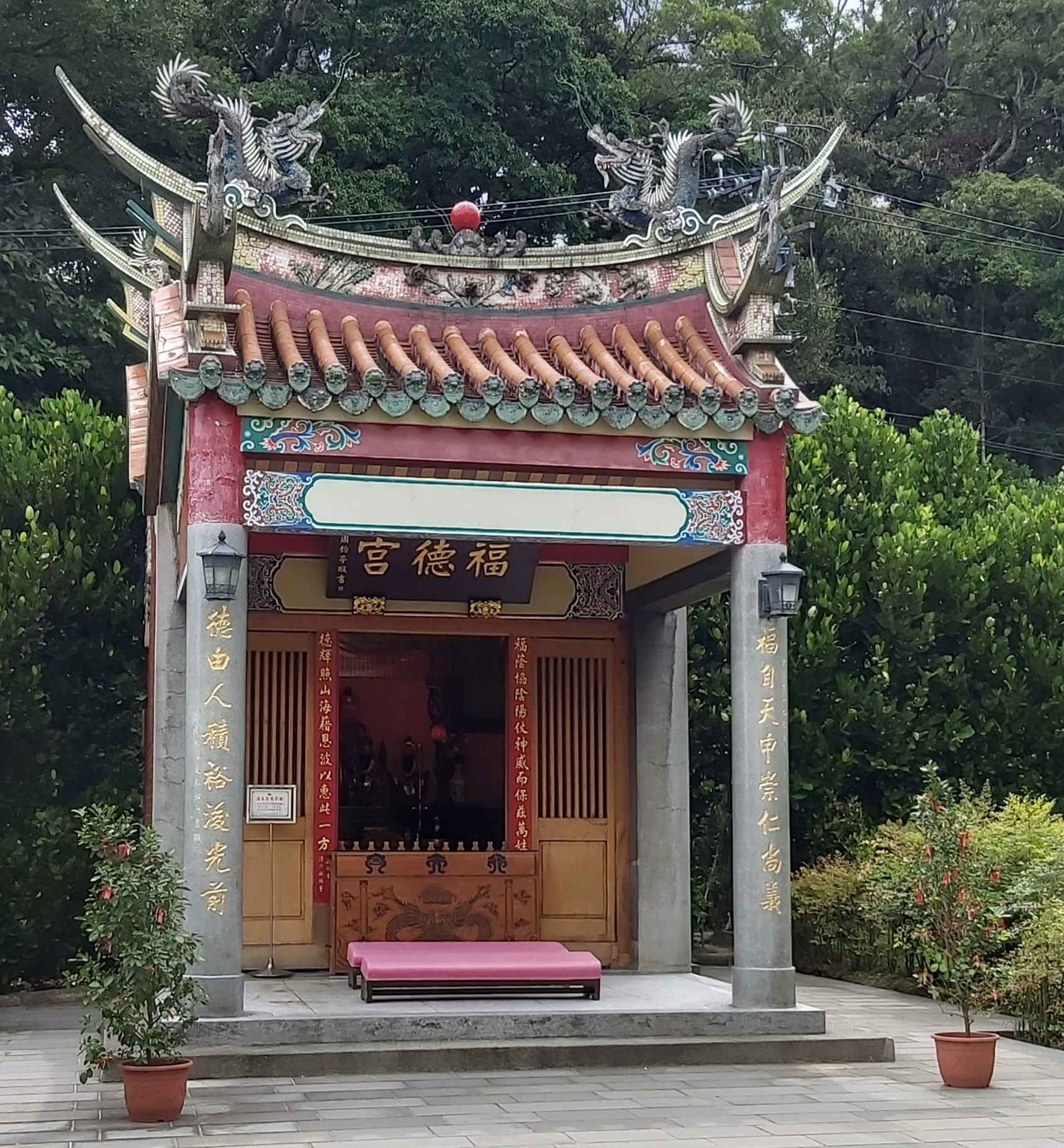
福德宮
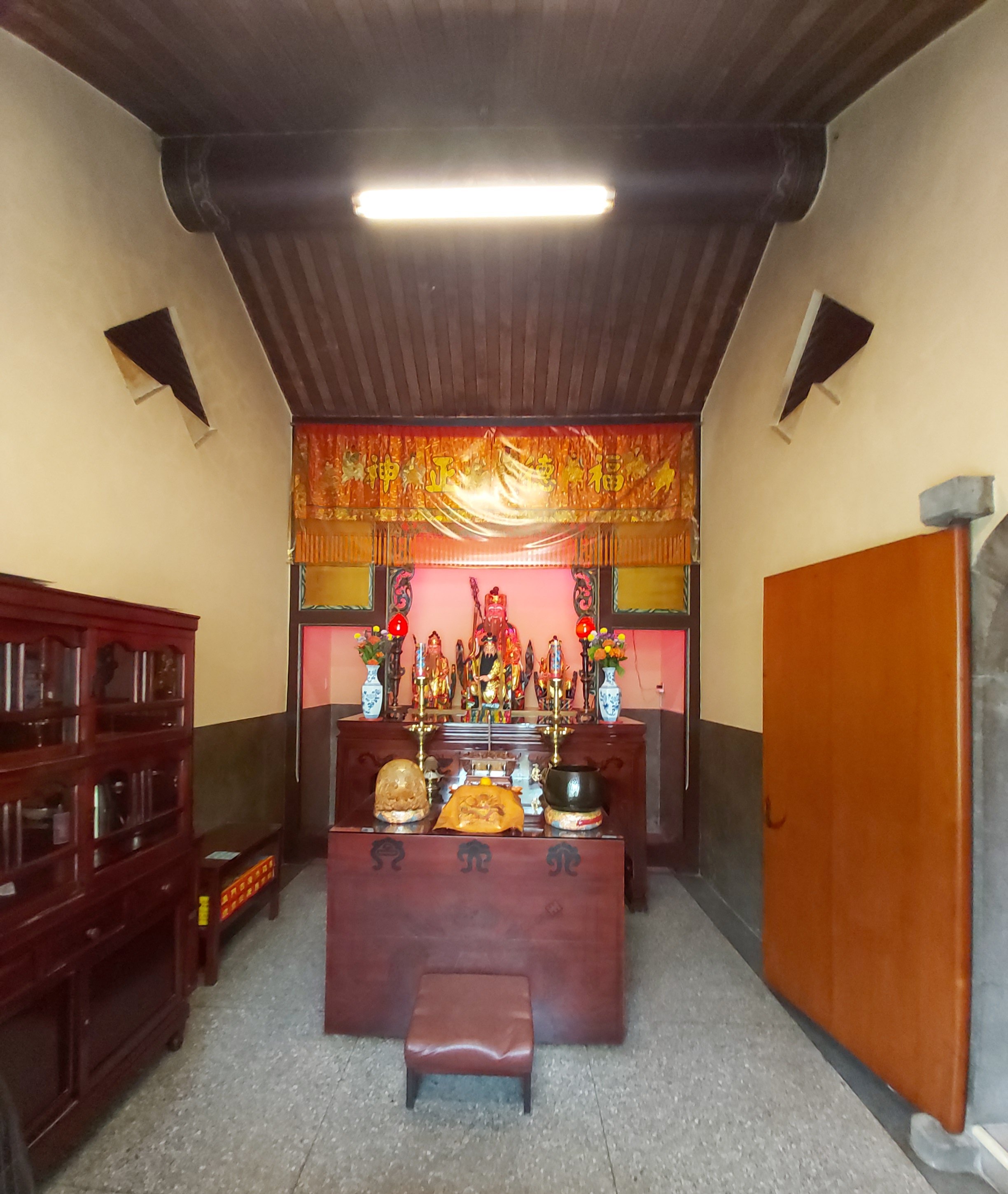
福德正神
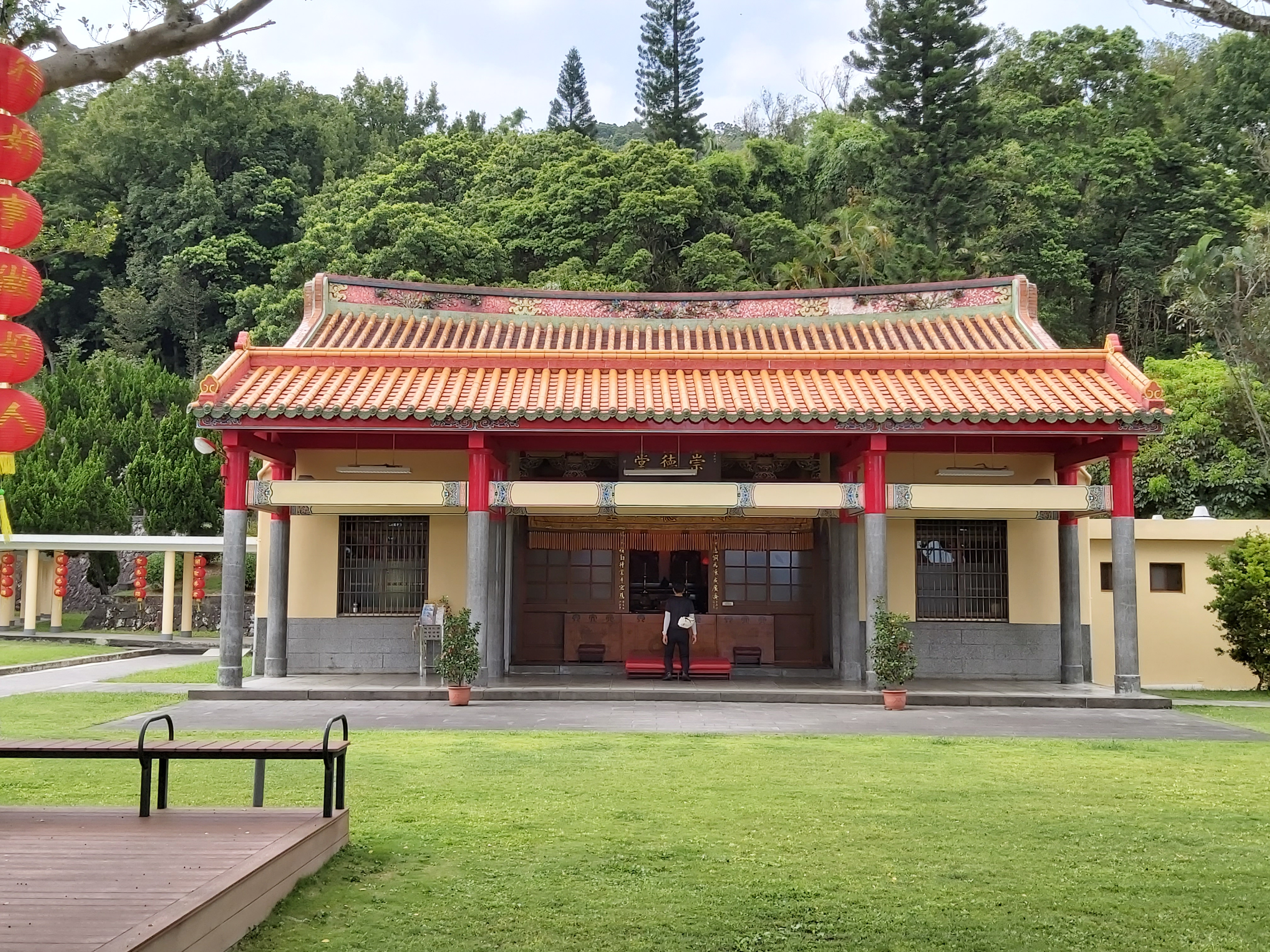
崇德堂

## 服務
- 開放時間：清晨4點到晚上20時00分
- 特殊節日開放時間：24小時（農曆正月初一日、農曆三月初一日—三月初八日、農曆六月廿四日、農曆九月初一日—九月初八日）
- 收驚時間：平時是中午11點20分到晚上17點，祭星日是12點10分開始到晚上17點

## 外部連結
- 行天宮五大志業網－宗教志業（页面存档备份，存于）
- 行天宮北投分宮-忠義廟  臺北旅遊網